# Bácsalmás
Bácsalmás – miasto w południowej części Węgier, w komitacie Bács-Kiskun, siedziba władz powiatu Bácsalmás.

## Historia
Miejscowość leży w historycznej krainie Baczka, przy granicy z Serbią. Pierwsza wzmianka pochodzi z 1543. Prawa miejskie Bácsalmás otrzymał w 1986.

## Współpraca międzynarodowa
Bácsalmás utrzymuje współpracę z następującymi miastami i gminami:
- Borsec, (Rumunia )
- Veľký Meder, (Słowacja )
- Backnang, (Niemcy )
- Bajmok, (Serbia )
- Bezdán, (Serbia )
- Bizovac, (Chorwacja
- Gizałki, (Polska )